# Ракетные войска

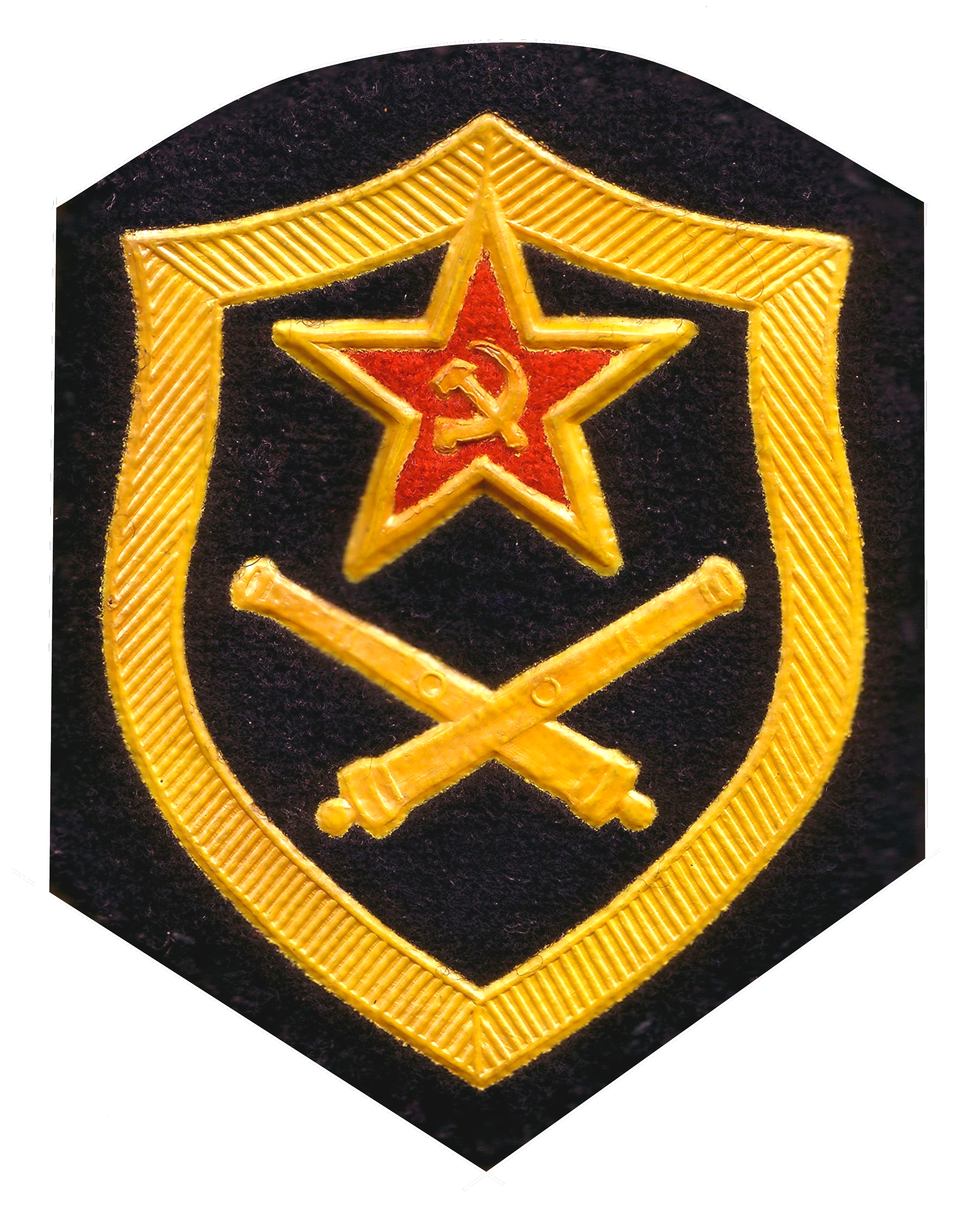
Нарукавный знак в ВС СССР военнослужащих ракетных войск стратегического назначения, зенитных ракетных войск ПВО СССР, зенитных ракетных формирований войсковой ПВО, войск РКО ПВО СССР, ракетных войск и артиллерии сухопутных войск.

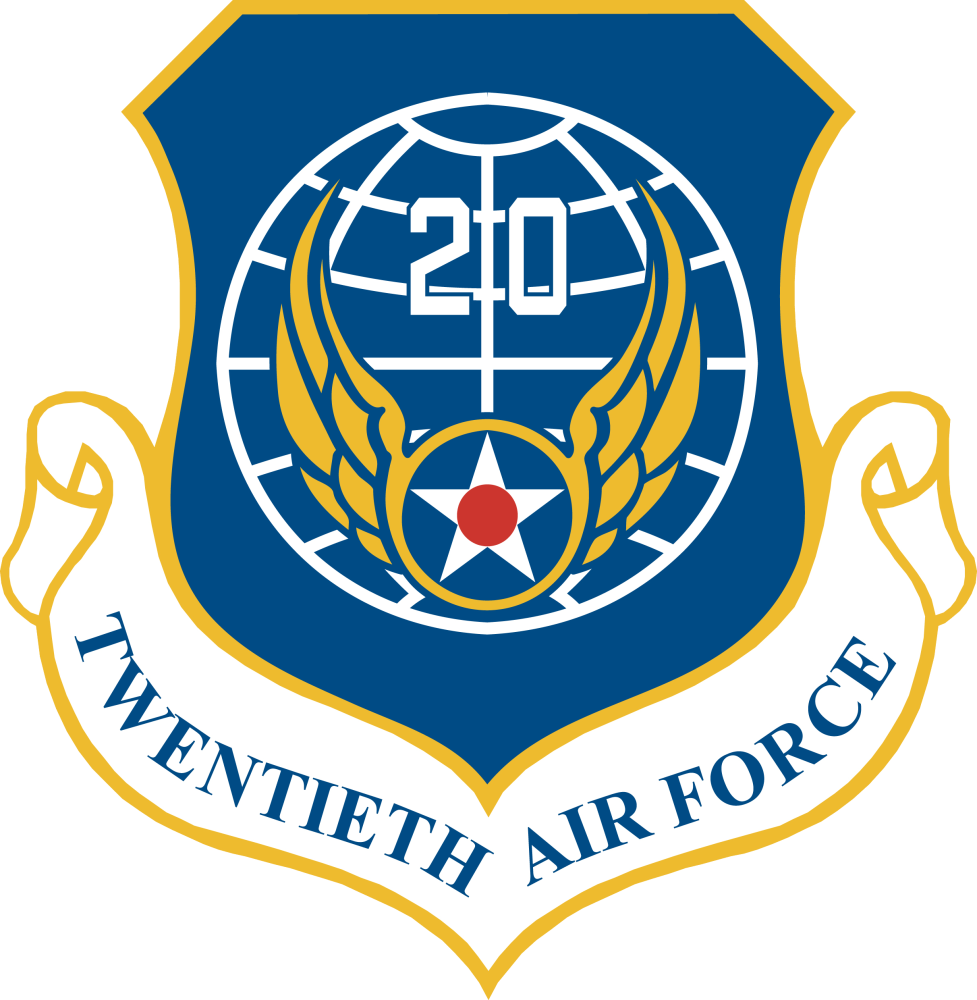
Эмблема 20-й воздушной армии США, которая является ракетным объединением всех ракетно-ядерных сил США наземного базирования.

Ракетные войска — собирательное название воинских формирований, основным вооружением которых служит ракетное вооружение для различных целей. 
В вооружённых силах Союза ССР и Российской Федерации такие формирования могли и могут образовывать род войск. 

## История
Прообразом ракетных войск были ракетные подразделения существовавшие в армиях некоторых государств в XVIII — XIX веках. Появление ракетных подразделений было связано с созданием, развитием и применением в военном деле ракет. Изначально для содержания, технической подготовки и применения в бою ракет формировались временные сводные подразделения (команды) из артиллеристов. В конце XVIII века и начале XIX века в армиях некоторых государств были сформированы специальные артиллерийские подразделения (ракетные батареи) которые располагали ракетами. В Российской империи в XIX веке были как временные так и постоянные ракетные подразделения (роты, батареи или команды) которые входили в состав артиллерии сухопутных войск и императорского флота. Основоположниками создания ракетной техники и ракетных формирований в Российской империи были генералы Засядко А. Д. и Константинов К. И.. Ими были разработаны такие основные принципы применения ракет и ракетных подразделений как массирование огня внезапность применения, сосредоточение огня на направлении главного удара, ведение залпового огня. Также ими была аргументирована необходимость в выделении ракетных формирований в самостоятельный род войск.  
Первым постоянным подразделением в императорской армии стала ракетная рота созданная в апреле 1827 года. Ракетная рота предназначалась для выполнения совместных боевых действий с пехотой и кавалерией. В мирное время рота занималась обучением специалистов-ракетчиков. На вооружении ракетной роты находились 6 6-зарядных и 12 1-зарядных станков для пуска пороховых ракет. Рота находилась в подчинении Петербургского ракетного заведения и была расквартирована на территории Охтинского порохового завода. В 1838 году рота была преобразована в ракетную батарею. Личный состав роты из 4 огневых взводов включал в себя 6 офицеров, 20 унтер-офицеров и 198 рядовых. Рота состояла из 4 огневых взводов, имевших 8 пусковых станков. Для офицеров устанавливался двойной оклад жалованья. В 1859 году был сформирован гвардейский ракетный дивизион. Со второй половины XIX века обучение ракетчиков проходило в Михайловской артиллерийской академии. Ракетные подразделения участвовали в русско-турецких войнах 1828—1829 годов и 1877—1878 годов, Крымской войне 1853—1856, в боевых действиях на Кавказе, Балканах, в Закавказье и Средней Азии. 
В конце XIX века технический прогресс артиллерийских орудий с нарезными стволами показал нецелесообразность дальнейшего содержания и боевого применения ракетного вооружения и ракетных подразделений, в связи с чем все они были расформированы.
В Вооружённых Силах СССР создание ракетных войск началось с появления реактивной артиллерии. По принятым в русской военной терминологии определениям, к неуправляемым ракетам применяется понятие реактивный снаряд, а к формированиям использующим их — реактивная артиллерия. Первые разработки реактивной артиллерии в СССР дошедшие до серийного производства, пришлись на канун Великой Отечественной войны. Формирования реактивной артиллерии получили название гвардейских миномётных. Также в годы Второй мировой войны в вооружённых силах США, Великобритании и Германии в период 1942—1943 годов были созданы воинские части использовавшие реактивные снаряды в обычном снаряжении.
Со второй половины XX века, в связи с дальнейшим прогрессом ракетной техники и созданием ядерного оружия в вооружённых силах таких государств как СССР, США, Великобритания и Франция были созданы специальные ракетные воинские формирования. 
В Вооружённых Силах СССР повысившаяся мощь ракетно-ядерных средств поражения и большая их досягаемость, закончившаяся в войсках полная моторизация и механизация привели к изменению организации войсковых формирований. Главным шагом в этой области считается введение со второй половины 1950-х годов ракетных частей в состав общевойсковых соединений (отдельные ракетные дивизионы в составе танковых и мотострелковых дивизий), а также созданием ракетных соединений в окружном и армейском звене (ракетные бригады). 
Летом 1960 года прошли крупные учения на которых участвовали ракетные формирования Сухопутных войск, после чего этим формированиям было дано название Ракетные войска Сухопутных войск.
Однако по причине наличия в составе общевойсковых соединений штатных ракетных и артиллерийских формирований, призванных совместно решать задачи ядерного и огневого поражения противника, комплектования ракетных формирований на базе артиллерийских формирований с сохранением их боевых традиций, единой системой подготовки и управления ими, к началу 1961 года было признано целесообразным иметь в Сухопутных войсках один качественно новый род войск. 1 января 1961 года род войск Артиллерия Советской армии был переименован и стал называться Ракетные войска и Артиллерия Сухопутных войск.
К ракетным войскам относились в СССР и относятся в Российской Федерации:
- ракетные войска стратегического назначения — в СССР был видом вооружённых сил, в современной России — род войск;
- зенитные ракетные войска в составе Войск ПВО страны — род войск;
- зенитные ракетные формирования в составе Войск ПВО Сухопутных войск — составная часть рода войск;
- ракетные формирования в составе Ракетных войск и артиллерии Сухопутных войск — составная часть рода войск;
- береговые ракетно-артиллерийские войска в составе Военно-морского флота — составная часть рода сил.

В иных государствах (США, Великобритания, Франция и другие) ракетные части и соединения являются составной частью сухопутных войск, военно-воздушных сил и военно-морских сил. 
В США ракетные формирования вооружённые стратегическими ракетами наземного базирования, стратегическая авиация и морские стратегические ядерные силы организационно сведены в объединённое стратегическое командование и образуют так называемые наступательные силы (Стратегические силы).